# Wendy Bouchard
Pour les articles homonymes, voir Bouchard.
« Terra Terre » redirige ici. Pour l'émission de radio, voir Terre à terre.
Wendy Bouchard, née le 22 juin 1980 à Paris, est une journaliste française de radio et de télévision. 

## Biographie

### Famille, jeunesse et formation
Fille d'un photographe et d'une mère au foyer, elle a une sœur de cinq ans sa cadette, Jenna, aujourd'hui institutrice. Elle passe son enfance dans le 11e arrondissement de Paris dans un appartement de 60 m2 rempli d'animaux. À la question « pourquoi journaliste plutôt que vétérinaire », elle déclare avoir fait un stage à Maisons-Alfort dans des salles d'autopsie, et qu'elle « était trop sensible pour exercer ce métier ».
Wendy Bouchard a étudié au lycée Saint-Michel de Picpus à Paris après avoir été élève à l'école primaire Bouvines près de la place de la Nation à Paris. Licenciée d'histoire à la Sorbonne, elle est diplômée de l'Institut d'études politiques de Paris (Sciences Po Paris) puis du Centre de formation des journalistes (CFJ) en 2005. De 2002 à 2005, elle participe avec Paul Amar aux émissions Les 109 et D'un monde à l'autre sur France 5[réf. souhaitée].
Alors étudiante à Sciences Po, elle milite un temps au RPR où elle distribue des tracts sur les marchés, en faveur de Philippe Séguin, candidat à l'élection municipale de 2001 à Paris.
En 2005, elle fait son premier stage à l'agence de Var-Matin de Saint-Tropez.
En 2006, elle est lauréate de la bourse Lauga-Delmas et intègre donc la rédaction d'Europe 1. Elle devient reporter aux informations générales avant d'être rattachée au service culture[réf. souhaitée]. Au cours de la saison 2008-2009, elle alterne les reportages, les chroniques dans la matinale de Marc-Olivier Fogiel et la coprésentation de la tranche 18 h - 20 h au titre de remplaçante de Marie Drucker[réf. souhaitée].

### Années 2010
Pendant la saison 2009-2010, elle présente aux côtés de Michel Drucker un talk-show culturel Studio Europe 1 du lundi au vendredi de 19 h à 20 h 30. Elle rejoint parallèlement Michel Field dans l'émission Au Field de la nuit sur TF1[réf. souhaitée].
À partir d'août 2010, toujours sur Europe 1, elle présente avec Jean-Michel Dhuez Le 22-23, nouvelle tranche d'information et de culture de 22 h à 23 h du lundi au jeudi, et avec Jean-Luc Petitrenaud Le bistrot du Dimanche le dimanche midi. En mai 2011, elle coanime avec Michel Drucker sur France 2 Rendez vous à Cannes, avec pour invités Maïwenn, Jean Dujardin, Cécile de France, Jude Law, Dustin Hoffman, Carole Bouquet ou encore André Dussollier. En août 2011, elle prend la suite d'Emmanuel Maubert pour la présentation de l'émission radio Après la plage sur Europe 1.
Pour la saison 2011-2012[réf. souhaitée], elle présente le journal Europe 1 Midi de 12 h 30 à 13 h les samedis et dimanches, et anime différentes émissions du week-end sur Europe 1 : Le débat des grandes voix le samedi de 13 h à 14 h et Le forum citoyen le dimanche de 18 h à 20 h qui donne la parole aux Français en studio sur les grands sujets d'actualité de la semaine. En décembre 2011[réf. souhaitée], elle remplace Michel Field pendant ses congés à la présentation de Rendez-vous à l'hôtel du lundi au jeudi de 21 h à 22 h 30 sur Europe 1. En janvier 2012, elle coanime, en deuxième partie de soirée sur France 2, L'art à tout prix avec Olivier Picasso, une plongée dans la création artistique autour de la préparation du prix   Marcel-Duchamp. Pendant l'été 2012, sur Europe 1, elle anime la tranche Europe 1 soir de 18 h à 20 h en août ainsi que l'émission Les Secrets de com' avec Bastien Millot tous les samedis à 10 h tout en continuant la présentation de l'émission Le forum citoyen le dimanche soir au mois d'août.
À la rentrée 2012, tout en continuant sa collaboration avec Europe 1, elle succède à Mélissa Theuriau à la présentation du magazine Zone interdite sur M6.
Fin août 2013, Wendy Bouchard arrive à la présentation d’Europe 1 Midi - Votre Journal sur Europe 1 du lundi au vendredi de 12 h 30 (12 h depuis septembre 2014) à 14 h. Les auditeurs participent à l'émission. Elle succède à ce créneau à Patrick Roger. En 2014, elle participe à Toute la télé chante pour le Sidaction.
En septembre 2015, elle devient présentatrice de la matinale du week-end et succède à Maxime Switek qui récupère le midi.
En mai 2016, elle quitte M6 pour rejoindre France 3 à la rentrée. Du 4 septembre de cette même année au 28 mai 2017, elle co-anime aux côtés de Dave, une émission culturelle intitulée Même le dimanche, chaque dimanche à 13 h 35. De 2016 à 2018, elle co-anime avec André Manoukian l'émission La Vie secrète des chansons.
En décembre 2017, elle anime avec Sophie Davant et Cyril Féraud la première partie de soirée de la 31e édition du Téléthon sur France 3.
À partir de la rentrée 2017, le samedi sur France 3 Île-de-France, à 11 h 20, elle anime Boulevard de la Seine une émission de sorties sur Paris, et chaque dimanche sur France 3 à 15 h 30, le magazine Cette semaine-là qui permet de revoir des archives avec des thématiques variées (société, faits divers, variétés, télévision, médias).
À compter de janvier 2018, elle anime sur Public Sénat un nouveau magazine mensuel sur l'environnement et la citoyenneté, baptisé Terra Terre.
À la rentrée de septembre 2018, Wendy Bouchard récupère une case quotidienne juste après la matinale d'Europe 1. En effet, elle présente une émission Le Tour de la Question de 9 h à 11 h du lundi au vendredi. Elle s'intéresse aux faits d’actualité et aux sujets dans l’air du temps.  
À la rentrée 2019, Wendy Bouchard prend en charge la présentation d'Europe soir week-end de 18 h à 20 h sur Europe 1. Elle récupère la case horaire de Philippe Vandel, qui lui part présenter une émission sur les médias et la culture de 9 h à 11 h du lundi au vendredi. Elle poursuivra l'animation de cette tranche jusqu'en juillet 2021, où elle quitte la station, s'ajoutant aux nombreux départs observés cette fin de saison.

### Années 2020
À la rentrée 2021, elle rejoint la station France Bleu pour présenter le magazine quotidien Ma France de 13 h à 14 h. En mars 2022, Wendy Bouchard interviewe le président de la République sortant, Emmanuel Macron, Éric Zemmour, Jean-Luc Mélenchon, candidats à l'élection présidentielle de 2022 ; la candidate Nathalie Arthaud et le candidat Philippe Poutou ont été simplement interrogés.

### Vie privée
En 2013, elle fait allusion à sa vie de couple avec un journaliste, sans donner le nom de son compagnon. 
En avril 2017, elle annonce attendre son premier enfant par le biais d'un cliché posté sur les réseaux sociaux. Celui-ci, une fille, naît le 4 août. Elle est prénommée Lily.

## Télévision
- 2010 : Au Field de la nuit sur TF1 : chroniqueuse
- 2011 : Rendez vous à Cannes sur France 2 avec Michel Drucker
- 2012 : L'art à tout prix avec Olivier Picasso sur France 2
- 2012-2016 : Zone interdite sur M6
- 2016-2017 : Même le dimanche sur France 3 avec Dave
- 2016 - 2018 : La Vie secrète des chansons sur France 3 avec André Manoukian
- 2017 : Téléthon sur France 3
- Depuis 2017 : Boulevard de la Seine sur France 3 Île-de-France
- Depuis 2017 : Cette semaine-là sur France 3
- Depuis 2018 : Terra Terre sur Public Sénat
- 2016-2022 : Les Secrets de "Plus belle la vie"  : France 3
- 2020 : La France en vrai sur France 3 Pays de la Loire
- 2020 : Qui veut brûler le Père Noël ? sur France 3 Paris
- 2022 : Le livre favori des Français (France Télévisions)
- 2022 : La grande aventure de Plus belle la vie (France 3)

## Fiction
En 2016, elle joue son propre rôle de journaliste dans la série télévisée Baron noir.

## Distinctions
Elle a été élue « Femme en or - Médias 2013 »[réf. nécessaire]. Début septembre 2014, elle reçoit le prix de la « meilleure émission de radio » pour Europe 1 Midi, à l’occasion du 16e grand prix des médias CB News.
En avril 2019, elle reçoit le prix Richelieu des mains de l'académicien Xavier Darcos au Sénat, pour sa « défense de la langue française »[réf. nécessaire].

## Publications
- Wendy Bouchard, David Khayat et Nathalie Hutter-Lardeau, Les Mots sur les Maux du cancer, Paris, éditions Mango, 6 octobre 2008, 296 p. (ISBN 978-2-84270-788-0).
- Wendy Bouchard et Bernard Fripiat, L'Almanach des amoureux des mots, éditions Larousse, 18 octobre 2017, 384 p. (ISBN 978-2-03-593836-7).
- Wendy Bouchard et Liane Foly, Nos femmes de cœur, Paris, éditions Grasset, 7 novembre 2018, 306 p. (ISBN 978-2-246-81541-9).